# コンパル・エレクトロニクス
仁寶電腦工業股份有限公司（Compal Electronics、コンパルエレクトロニクス）は台湾に本社を置くパーソナルコンピュータおよび電子部品メーカー。

## 概要
1984年にコンピュータ周辺機器を生産する会社として創業した。

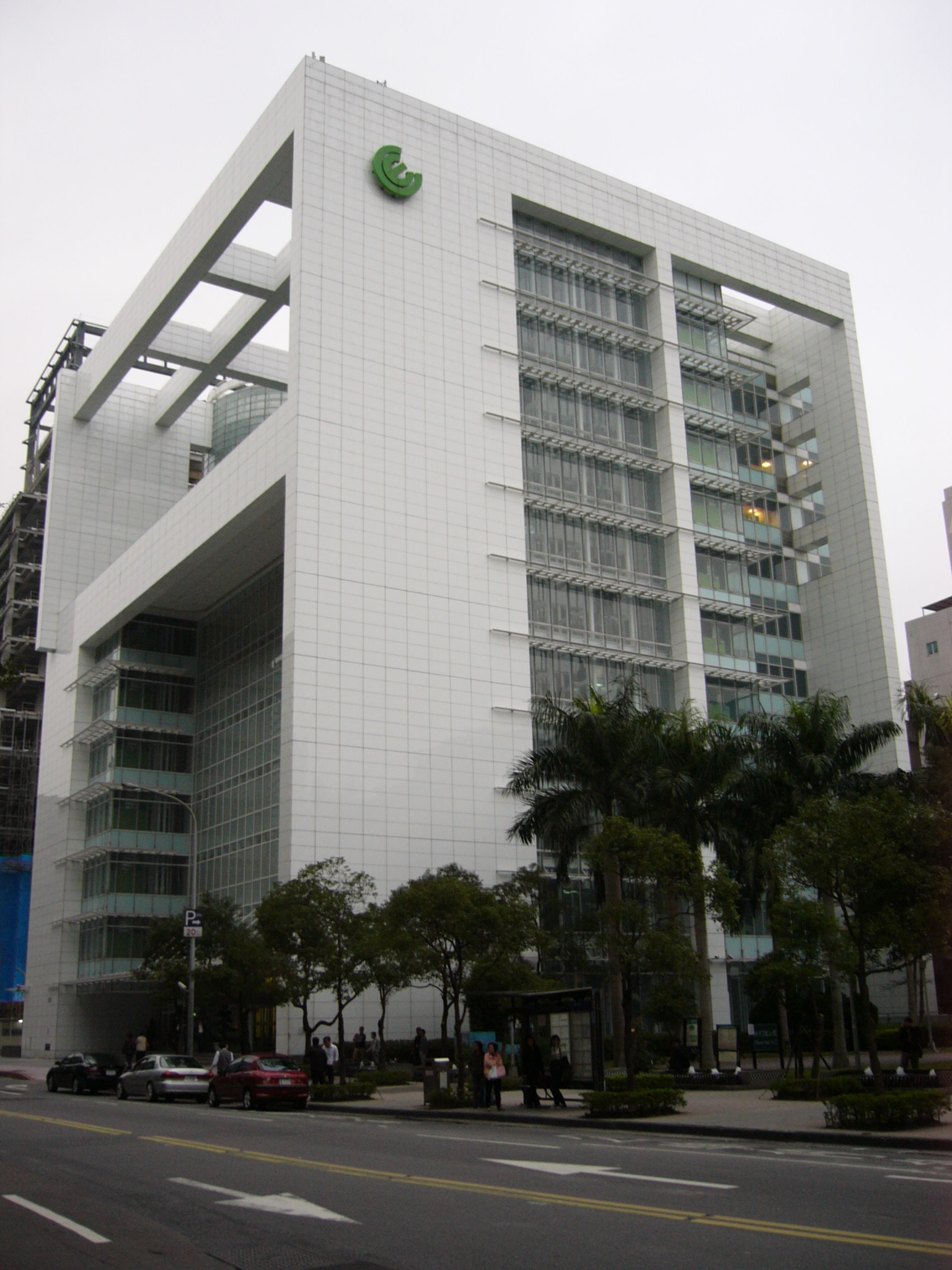
コンパル・エレクトロニクス本社
（台湾台北市内湖区瑞光路）

長らく中国江蘇省崑山市に工場を構えている「チャイワン」とEMS業界で呼ばれる中台分業体制の一翼を担ってきたが、2007年11月よりベトナムゲアン省ヴィンの工場でも製造を始めた。
デル、東芝、エイサーなど世界中のメーカーからパソコンのOEM・ODM生産を受けており、その受注規模は年々増えつつある。特にノートパソコンの市場規模は同じくOEM・ODM生産を行っているクアンタ・コンピュータと世界のトップを争っている。また東芝へは液晶テレビも供給しており、同社のテレビ生産量の9割が東芝によるものである（2009年時）。また、この取引が縁で2011年にはメキシコ、2014年にはポーランドに存在した東芝のテレビ製造拠点を買収している。
スマートフォン含む携帯電話をOEM・ODM生産する華寶通訊（コンパルコミュニケーションズ）を子会社として持つ。同社の生産する携帯電話はその9割以上がモトローラへ供給される。